# Яков, Валерий Васильевич
Валерий Васильевич Яков (род. 1 октября 1956, Кагул, Молдавская ССР) — российский журналист, медиаменеджер, театральный деятель. Соучредитель и главный редактор (с лета 2003 по июнь 2016) газеты «Новые известия». С 15 июня по 19 декабря 2012 года — руководитель Главного управления по информационной политике Московской области в ранге министра. С января 2004 года по настоящее время — главный редактор журнала «Театрал». С 2008 года и по настоящее время — учредитель и президент международной премии зрительских симпатий «Звезда Театрала». С 2017 года и по настоящее время — учредитель и президент международного фестиваля русскоязычных театров дальнего зарубежья «Мир русского театра».

## Биография
Родился в 1956 году в городе Кагул Молдавской ССР.
В 1982 году окончил факультет журналистики МГУ им. М. В. Ломоносова.
С 1982 по 1986 год — обозреватель, заместитель ответственного секретаря газеты «Пионерская правда».
С 1986 по 1991 год — обозреватель еженедельника «Семья».
С 1991 по 1997 год — обозреватель, редактор отдела по чрезвычайным ситуациям, член редакционной коллегии газеты «Известия».
Покинул газету вместе с командой Игоря Голембиовского. В августе 1997 года вошёл в Совет учредителей нового издания — газеты «Новые Известия», где занял пост заместителя главного редактора — редактора отдела информации и чрезвычайных ситуаций.
После ухода Голембиовского стал главным редактором «Новых Известий», выпуск которых возобновился с 1 июля 2003 после 4-месячного перерыва.
Летом 2012 года стал руководителем Главного управления по информационной политике Московской области в ранге министра. Покинул пост по собственному желанию 19 декабря 2012 года. Вернулся на пост главного редактора газеты «Новые Известия».
С января 2004 года издает журнал «Театрал» и возглавляет его в качестве главного редактора.
В 2008 году учредил Премию зрительских симпатий «Звезда Театрала», которую ежегодно вручают по итогам интернет-голосования лучшим актёрам, режиссёрам, директорам, театрам, социальным проектам, зарубежным русскоязычным театральным коллективам.
В 2017 году учредил и возглавил некоммерческий фонд культурных и гуманитарных инициатив «Мир театрала».
В 2017 году учредил и возглавил ежегодный международный фестиваль русскоязычных театров дальнего зарубежья «Мир русского театра».

## Семья
Женат, имеет троих детей.

## Награды и премии
- Медаль «За трудовое отличие» (октябрь 1989 года, за репортажи и «большой личный вклад в ликвидацию последствий землетрясения в Армянской ССР и оказание помощи пострадавшим детям»);
- Орден «За личное мужество» (за мужество и профессионализм, проявленные при исполнении служебного долга во время трагических событий в Москве в октябре 1993);
- Медаль ордена «За заслуги перед Отечеством» II степени (за репортажи в качестве добровольного заложника из больницы в г. Будённовске Ставропольского края во время террористической атаки в июне 1995).
- Знак отличия «За заслуги в пограничной службе» (за серию репортажей с таджикско-афканской границы, декабрь 1995 года)
- Премия имени Дмитрия Холодова Союза журналистов Москвы «За мужество и профессионализм» (ноябрь 1996 года)
- Звание «Репортер года» — Союз журналистов РФ и «Академия свободной прессы», 1997 год
- Нагрудный знак МЧС России «За заслуги» (за серию репортажей из зон чрезвычайных ситуаций в России и за рубежом, декабрь 1999 года)
- Медаль МЧС РФ «За пропаганду спасательного дела» (за активное участие и освещение в СМИ спасательных операций МЧС, октябрь 2006 года)
- Почетный Знак Союза журналистов России «Честь, достоинство, профессионализм», ноябрь 2007 года
- Медаль МЧС РФ «ХХ лет МЧС России» (январь 2011 года)
- Премия правительства РФ в области печатных СМИ «За образцовое руководство и издание социально-значимых СМИ», февраль 2012 года)
- Нагрудный знак внутренних войск МВД РФ «За отличие в службе» (за серию репортажей из «горячих точек», февраль 2013 года
- Премия Союза журналистов России «Золотое перо России» за 2015 год[3]
- Итальянская международная Премия имени Иосифа Бродского «За укрепление международного театрального сотрудничества», (май 2019 года, Италия, Иския)